# Barrage de Çubuk I
Pour les articles homonymes, voir Barrage de Çubuk.
Le Barrage de Cubuk I, mis en service en 1936, est un barrage construit en Turquie par l'ingénieur français Aubin Eyraud. Il est situé sur la rivière de Çubuk (Çubuk Çayı) en aval du barrage de Çubuk II. Il est proche d'Ankara. La rivière est une branche de la rivière d'Ankara qui prend ce nom en aval de la ville d'Ankara.

## Sources
- (en) www.dsi.gov.tr/tricold/cubuk1.htm Site de l'agence gouvernementale turque des travaux hydrauliques